# Asteroid tipa F
 Asteroid tipa F je vrsta zelo redkih ogljikovih asteroidov, ki spadajo med asteroide skupine C.
V splošnem so podobni asteroidom tipa B. Nimajo pa absorbcijske črte pri 3 μm, ki je značilna za minerale z vodo. Razlikujejo se tudi na kratkovalovnem delu ultravijoličnega spektra pod 4 μm.
Asteroidov tipa F in tipa B ne moremo ločiti v SMASS razvrščanju. Zaradi tega so v tem razvrščanju vsi v B tipu.